# Distrito de Independencia (Huaraz)
El distrito de Independencia es uno de los doce distritos de la provincia de Huaraz, ubicado en el departamento de Áncash, en el Perú. Limita por el norte con el distrito de Jangas, el distrito de Taricá y la provincia de Carhuaz; por el este con la provincia de Huari; por el sur con el distrito de Huaraz y; por el oeste con el distrito de Pira.

## Historia
En la época preinca, dentro del territorio que ocupa actualmente del distrito de Independencia, florecieron importantes grupos poblacionales a través de la historia, tales como el Pueblo Viejo de Póngor, el de Willcahuaín, o el de Jancu.
En la actualidad existen algunos restos Arqueológicos que testifican esta existencia y están en proceso de restauración por el Instituto Nacional de Cultura, precisamente por su enorme valor – cultural.
En la época incaica el reino de los Huaylas fue dominado por el Inca Cápac Yupanqui floreciendo la Cultura de los Huaraz en la parte sur del actual Callejón de Huaylas.
Durante la Colonia Huaraz y los Pueblos del Callejón de Huaylas fueron paso obligado de los colonizadores españoles hacia Pachacamac, Lima y el Cusco. Para los españoles esta zona del país no tuvo mayor importancia política o económica, siendo Huaraz un repartimiento de segundo orden. Posteriormente Huaraz fue sede del corregimiento fundado el 30 de marzo de 1576 por el virrey Toledo.
En la época de la República se crea el departamento de Huaylas el 25 de agosto de 1823, teniendo como comprensión del mismo los pueblos de Huaraz, Caraz, Huacra, Mato, Jatun Huaylas y Macate. Durante la República insurgieron grandes personajes históricos como el mariscal Toribio de Luzuriaga (nacido en Huaraz), Pedro Pablo Atusparia (nacido en el Paraje de Marián, actual centro poblado menor del distrito de Independencia).
En 1866 se dio el Decreto Supremo del 23 de enero, porque se conoce de la primera creación del distrito de Independencia, conjuntamente con el de Restauración, ambas capitales de la provincia de Huaraz.
Hasta antes del fenómeno telúrico del 31 de mayo de 1970, Huaraz y el Callejón de Huaylas, eran pueblos andinos de relativa importancia económica.
A partir de los años setenta en adelante, se forjó como un polo de atracción turística dada su incomparable belleza paisajística, perfilándose como una zona que se proyecta como eje de desarrollo con efecto multiplicador en los pueblos ligados directamente.
El distrito de Independencia se circunscribe en la actualidad en un territorio marcado por los flancos occidental de la Cordillera Blanca y oriental de la Cordillera Negra, cuyo principal centro de actividad económica es la Ciudad del Centenario.
A raíz del terremoto del año 1970, la zona de Independencia cobra gran importancia, por el desplazamiento de la población afectada en el cercado de Huaraz, constituyéndose en el centro motor de la ciudad, con gran dinamismo económico y social al asentarse allí las principales instituciones y establecimientos comerciales, financieros y de servicios. En esta época surgen Nicrupampa y Cascapampa.
Al reconstruirse la parte antigua de la ciudad, la población regresó masivamente, pasando a ser Independencia una zona receptora de población migrante a Huaraz, principalmente de zonas más pobres como Conchucos. Sin embargo, hoy Independencia cumple un rol importante en la prestación de servicios diversos a Huaraz: de educación a través de las universidades, institutos superiores y colegios secundarios; de salud, a través de ESSALUD; de servicios hoteleros de mayor nivel que los del cercado de Huaraz; y de centros recreativos. Independencia presenta a una fisonomía diferente, con calles más estrechas, viviendas antiguas y sin un notorio proceso de mejoramiento en las viviendas
Por Decreto Ley N.º 25852, publicado el 21 de noviembre de 1992, se da fuerza de ley a la creación de los distritos de Independencia y de Restauración, se define que el distrito de Independencia tiene por capital al Núcleo Urbano Centenario y que el distrito de Restauración pasa a denominarse distrito de Huaraz, teniendo por capital al Núcleo Urbano Huaraz, y se establece los límites de ambos distritos, de modo que el límite entre ellos se modifica, pasando a ser el río Quellcay, entre los Núcleos Urbanos Huaraz y Centenario, conformantes de la ciudad de Huaraz, en vez de la línea formada por los desaparecidos jirones Luzuriaga y Sucre en el Núcleo Urbano Huaraz. Por tanto, la ciudad de Huaraz actualmente sigue asentada dentro de gran parte de los distritos de Huaraz e Independencia.

## Geografía
Tiene una población estimada mayor a 61 000 habitantes. Su capital es la localidad de Centenario conurbada en la ciudad de Huaraz.

### Urbanizaciones
- Acovichay
- Atusparia
- Cancaryacu
- Cascapampa
- Centenario
- Chequio
- El Milagro
- El Pinar
- Las Lomas
- LLACTASH
- Los Olivos
- Monterrey
- Nicrupampa
- Nueva Florida
- Nueva Esperanza
- Palmira
- Patay
- Quinuacocha
- Shancayan
- Vichay

## Hitos urbanos

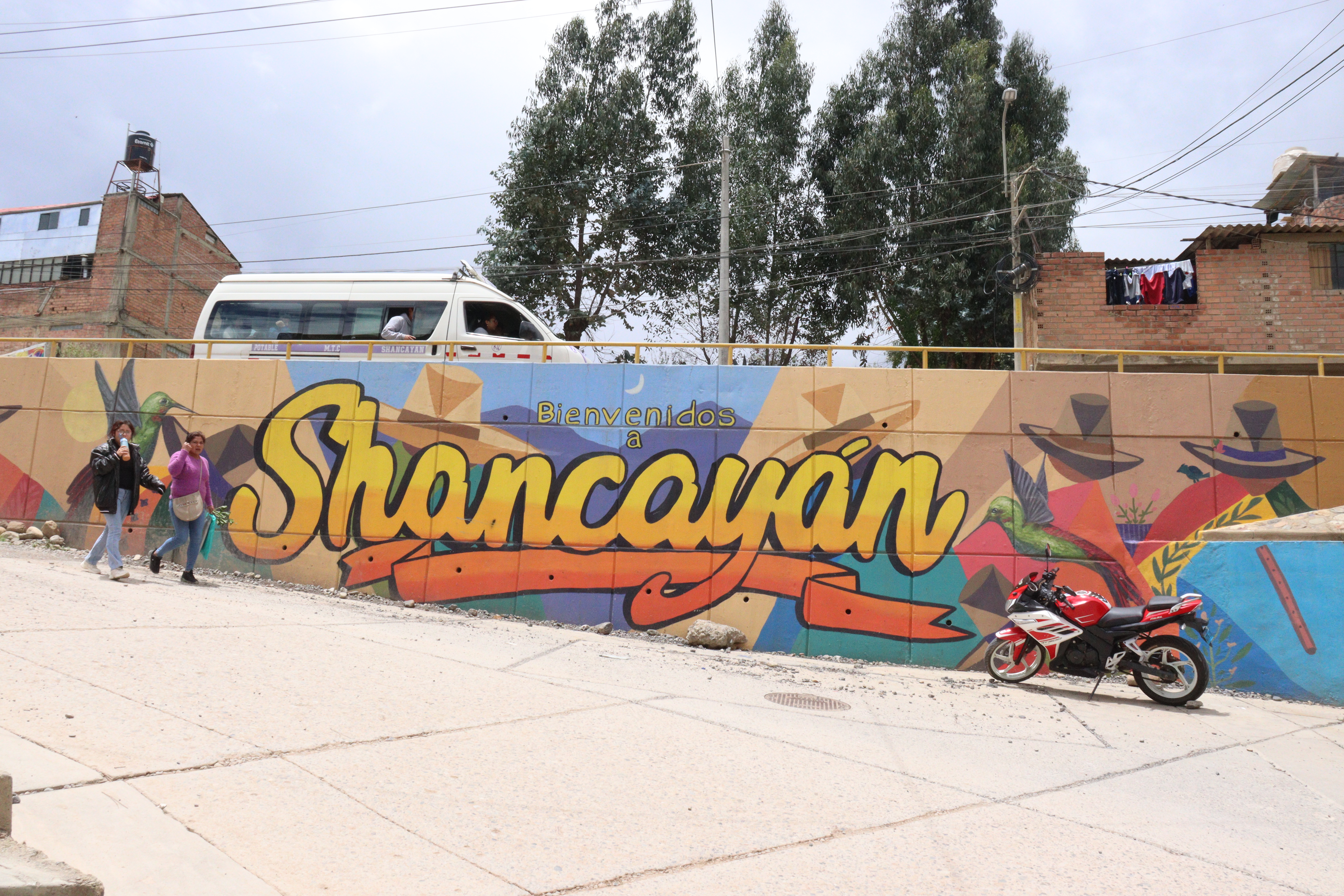
Mural de bienvenida al barrio de Shancayan

La avenida Centenario, que comienza en el puente Quilcay, en dirección hacia el norte de la ciudad, atraviesa el barrio de Centenario, que es la cabecera del distrito y donde se encuentra el municipio del distrito, la sede del Gobierno regional de Áncash, así como gran parte de las instituciones educativas de la ciudad, como colegios entre nacionales y privados, La Universidad Nacional Santiago Antúnez de Mayolo, así como institutos superiores. El barrio de Centenario es la urbanización más extensa de la ciudad, así como alberga gran parte de la clase media del distrito. También destacan las Urbanizaciones Nicrupampa, Patay, Shancayan (donde se encuentra la Ciudad Universitaria y el campus de la Universidad Nacional Santiago Antúnez de Mayolo), aunque estas últimas se desarrollaron de manera irregular, sin un planeamiento adecuado.
En el distrito se encuentra el Hotel de Turistas, así como la mayoría de centros de esparcimiento por el carácter ecológico del distrito, estos ubicados en la zona norte del distrito. En esta misma zona, específicamente por Cascapampa, Vichay, Palmira, se han consolidado urbanizaciones de clase media de reciente creación. Para el lado de la Cordillera Blanca, se han creado nuevas urbanizaciones de un nivel socioeconómico medio alto, como Las Lomas y la Urbanización El Pinar, que inicialmente fue diseñada para albergar a los trabajadores y ejecutivos de la minera Antamina, esta urbanización, con una arquitectura antisísmica y de forma circular y planificada, se ha convertido en el referente de urbanismo para la ciudad.
De acuerdo al Plan de desarrollo Urbano de la ciudad, se prevé la integración del área de expansión urbana ubicada en la Cordillera Negra al centro de la ciudad, y en especial al distrito toda vez de que en esta zona, se han previsto la instalación del equipamiento urbano futuro más importante de la ciudad, tales como los terminales terrestres, mercado de abastos, y el parque industrial, entre otros.

## Atractivos turísticos
Sala de exhibición del Monumento Arqueológico de Willkawaín: La sala está ubicada en las inmediaciones del sitio arqueológico Willkawain. Expone bienes culturales de cerámica y mediante paneles informativos se explica la ocupación Wari en el Callejón de Huaylas, Áncash. Mar a Dom de 9 a. m. a 5 p. m. Centro poblado de Paria.

## Autoridades

### Municipales
- 2023 - 2026[1]
  - Alcalde: Ladislao Clemente Cruz Villachica, de Alianza Gobierno Unidad y Acción - AGUA.
  - Regidores:

  1. César Augusto Paucar Maguiña (Alianza Gobierno Unidad y Acción)
  2. Evelin Sofia Pineda Jacome (Alianza Gobierno Unidad y Acción)
  3. Cirilo Porfilio Solis Caldua (Alianza Gobierno Unidad y Acción)
  4. Gloria Luz Pampani Parra (Alianza Gobierno Unidad y Acción)
  5. Eder Jonathan Figueroa Cochachin (Alianza Gobierno Unidad y Acción)
  6. Sheider Frank Yauri Cerna (Alianza Gobierno Unidad y Acción)
  7. Juan Jesús Neglia Cadillo (Socios por Áncash)
  8. Diana Fiorella Aparicio Charqui (Socios por Áncash)
  9. Maritza Rosmery Casiano Ponte (Juntos por el Perú)

## Festividades
- Semana Santa
- Señor de la Soledad